# OCA2
P-eiwit is een proteïne dat bij de mens wordt gecodeerd door het OCA2-gen.
OCA2 codeert voor het menselijke homoloog van de p-gen, dat bij de muis roze ogen verdunning geeft. Men gelooft dat het P-eiwit een integraal membraaneiwit is, dat betrokken is bij het transport van kleine moleculen, met name tyrosine - een voorloper van melanine.
Bepaalde mutaties in OCA2 resulteren in type 2 oculocutaan albinisme.
Een mutatie in het HERC2-gen, dat grenst aan het OCA2-gen, is van invloed op de expressie van OCA2 op de menselijke iris. Deze mutatie wordt gevonden in alle blauwogige mensen. Daarom is de hypothese geopperd dat alle mensen met blauwe ogen een gemeenschappelijke voorouder delen, die tussen de 6.000 en 10.000 jaar geleden zou hebben geleefd.

## Voetnoten
1. 1 2  Entrez Gene: OCA2 oculocutaneous albinism II (pink-eye dilution homolog, mouse).
2. ↑  Bryner J, Here's what made those brown eyes blue. Health News. MSNBC (31 januari 2008). Geraadpleegd op 6 november 2008. ; Bryner J, One Common Ancestor Behind Blue Eyes. LiveScience. Imaginova Corp. (31 januari 2008). Geraadpleegd op 6 november 2008. ; Blue-eyed humans have a single, common ancestor. News. University of Copenhagen (30 januari 2008). Gearchiveerd op 8 november 2008. Geraadpleegd op 13 augustus 2012.
3. ↑  Eiberg H, Troelsen J, Nielsen M, Mikkelsen A, Mengel-From J, Kjaer KW, Hansen L (March 2008). Blue eye color in humans may be caused by a perfectly associated founder mutation in a regulatory element located within the HERC2 gene inhibiting OCA2 expression. Human Genetics 123 (2): 177–87. PMID 18172690.
4. ↑  Sturm RA, Duffy DL, Zhao ZZ, Leite FP, Stark MS, Hayward NK, Martin NG, Montgomery GW (February 2008). A Single SNP in an Evolutionary Conserved Region within Intron 86 of the HERC2 Gene Determines Human Blue-Brown Eye Color. American Journal of Human Genetics 82 (2): 424–31. PMID 18252222. PMC 2427173.